# Dunaújváros FC
Dunaújváros FC was een Hongaarse voetbalclub uit Dunaújváros. Rond de millenniumwissel behaalde de club een landstitel en speelde Europees onder de naam Dunaferr.

## Geschiedenis
De club werd in 1952 opgericht als Sztálinvárosi Építők (Dunaújváros heette destijds nog Sztálinváros, építők betekent bouwers). In 1953 volgde voor het eerst naar de hoogste klasse (NB I) promoveerde om na twee seizoenen weer te degraderen. Het duurde tot 1965 vooraleerde club kon terugkeren, intussen luidde de naam Dunaújvárosi Kohász (kohász betekent metaalarbeider). Na enkele plaatsen in de middenmoot degradeerde de club in 1971. Na enkele seizoenen in 2de keerde de club terug in 1976. In het 2de seizoen werd de club 7de, daarna ging het weer bergaf tot een degradatie volgde in 1981.
De club keerde eenmalig terug voor het seizoen 1986/87 en 1988/89. Begin jaren 90 veranderde de club de naam in Dunaferr SE en promoveerde in 1998 weer naar de hoogste klasse (NB I) en nam de naam Dunaferr FC aan. Bij de terugkeer werd de 5de plaats behaald. Het volgende seizoen ging nog beter met de eerste landstitel. In 2001 werd de vicetitel behaald. Maar twee seizoenen later degradeerde de club. Eerst werd de naam Dunaújváros FC nog aangenomen, vervolgens kortstondig weer Dunaújvárosi Kohász, maar anno 2007 heet de club wederom Dunaújváros FC.
In het seizoen 2008/2009 degradeerde de club uit de NB II (2e niveau). Kort daarna werd de club opgeheven.

## Erelijst
- Landskampioen

2000

## Eindklasseringen van 1996-2009
| 5 |

| 2 |

| 2 |

| 5 |

| 1 |

| 2 |

| 4 |

| 12 |

| 16 |

| 5 |

| 13 |

| 6 |

| 9 |

| 16 |

| NB I |

| NB II |

| NB I |

| NB II |

## Dunaferr in Europa
#Q = #kwalificatieronde, #R = #ronde, T/U = Thuis/Uit, W = Wedstrijd, PUC = punten UEFA coëfficiënten .
Uitslagen vanuit gezichtspunt Dunaferr
| Seizoen | Competitie       | Ronde | Land               | Club               | Totaalscore | 1e W    | 2e W    | PUC |
| ------- | ---------------- | ----- | ------------------ | ------------------ | ----------- | ------- | ------- | --- |
| 2000/01 | Champions League | 2Q    | Vlag van Kroatië   | HNK Hajduk Split   | 4-2         | 2-0 (U) | 2-2 (T) | 2.0 |
|         |                  | 3Q    | Vlag van Noorwegen | Rosenborg BK       | 3-4         | 2-2 (T) | 1-2 (U) | 2.0 |
| 2000/01 | UEFA Cup         | 1R    | Vlag van Nederland | Feyenoord          | 1-4         | 0-1 (T) | 1-3 (U) | 2.0 |
| 2001/02 | UEFA Cup         | Q     | Vlag van Cyprus    | Olympiakos Nicosia | 4-6         | 2-2 (U) | 2-4 (T) | 0.5 |

Totaal aantal punten voor UEFA coëfficiënten: 2.5